# Aligars-Serra Fulletera
Aligars-Serra Fulletera és un Espai muntanyós de la vall de l'Ebre, que uneix els marges drets i esquerre de la vall i comunica els Ports i les serres annexes, a l'oest, amb les muntanyes de Cardó a l'est. L'Espai Natural Protegit dels Aligars-Serra Fulletera va ser incorporat al PEIN d'acord amb la Llei 12/2006, de mesures en matèria de medi ambient, que determina que la inclusió d'un espai a la xarxa Natura 2000 implica la seva integració al PEIN. Aquest Espai va ser declarat per primera vegada com a LIC l'any 1997, Zona d'especial protecció per a les aus (ZEPA) l'any 2005 i, posteriorment, va ser ampliat com a espai Natura 2000 mitjançant l'Acord del Govern 112/2006, de 5 de setembre, que aprova la xarxa Natura 2000 a Catalunya.
És un conjunt abrupte de serres de materials sedimentaris no gaire altes, amb zones poc humanitzades i bastant aïllades, que permet que, sobre una base de vegetació de brolles, matollars, pinedes de pi blanc, s'hi mantinguin espècies de fauna mediterrània d'interès com ara l'àguila cuabarrada i constitueix un àmbit d'alimentació i dispersió d'aquest rapinyaire.

## Biodiversitat
En el cas de l'ENP Aligars-Serra Fulletera, les espècies presents són l'Atropa baetica pel que fa a vegetació i Austropotamobius pallipes, Cerambyx cerdo, Euphydryas aurinia, Graellsia isabelae, Lucanus cervus, Lutra lutra, Miniopterus schreibersii, Mustela lutreola, Oxygastra curtisii, Rutilus arcasii pel que fa a fauna.